# The College Widow
The College Widow è un film muto del 1915 diretto da Barry O'Neil. Dal lavoro di George Ade vennero tratte diverse versioni cinematografiche.

## Trama
L'università presbiteriana di Atwater perde sempre a football con la squadra rivale del College Battista di Bingham. Quando il milionario Hiram Bolton porta suo figlio Billy, stella del team di Bingham, ad Atwater alla ricerca di un tutor, l'allenatore Jack Larrabee convince Jane Witherspoon, la figlia del presidente, a sedurre con il suo fascino il giovanotto, così da farlo giocare nell'Atwater. Il piano riesce ma Jane - soprannominata College Widow (la vedova del college) perché a ogni giorno di laurea dice addio a un nuovo fidanzato - si innamora di Billy. Dopo un'importante vittoria su Bingham, Billy viene a sapere di essere stato vittima di un raggiro e decide di lasciare la città. Ma, nel corso della celebrazione del Giorno del ringraziamento, scoppia un incendio e Billy rimane ferito saltando giù da una finestra. I vigili tentano di bloccare Jack quando lui corre in aiuto di Jane, che è rimasta bloccata all'interno. Ma l'allenatore, che è un ex fidanzato della ragazza, sfonda con la sua squadra, riuscendo a salvare Jane e a portarla tra le braccia di Billy.

## Produzione
Il film fu prodotto dalla Lubin Manufacturing Company e venne girato in Pennsylvania.

## Distribuzione
Distribuito dalla V-L-S-E, il film uscì nelle sale cinematografiche USA il 10 maggio 1915.

## Differenti versioni
- The College Widow, regia di Barry O'Neil (1915)
- The College Widow, regia di Archie Mayo (1927)
- Maybe It's Love, regia di William A. Wellman (1930)
- Freshman Love, regia di William C. McGann (1936)